# Skolrast

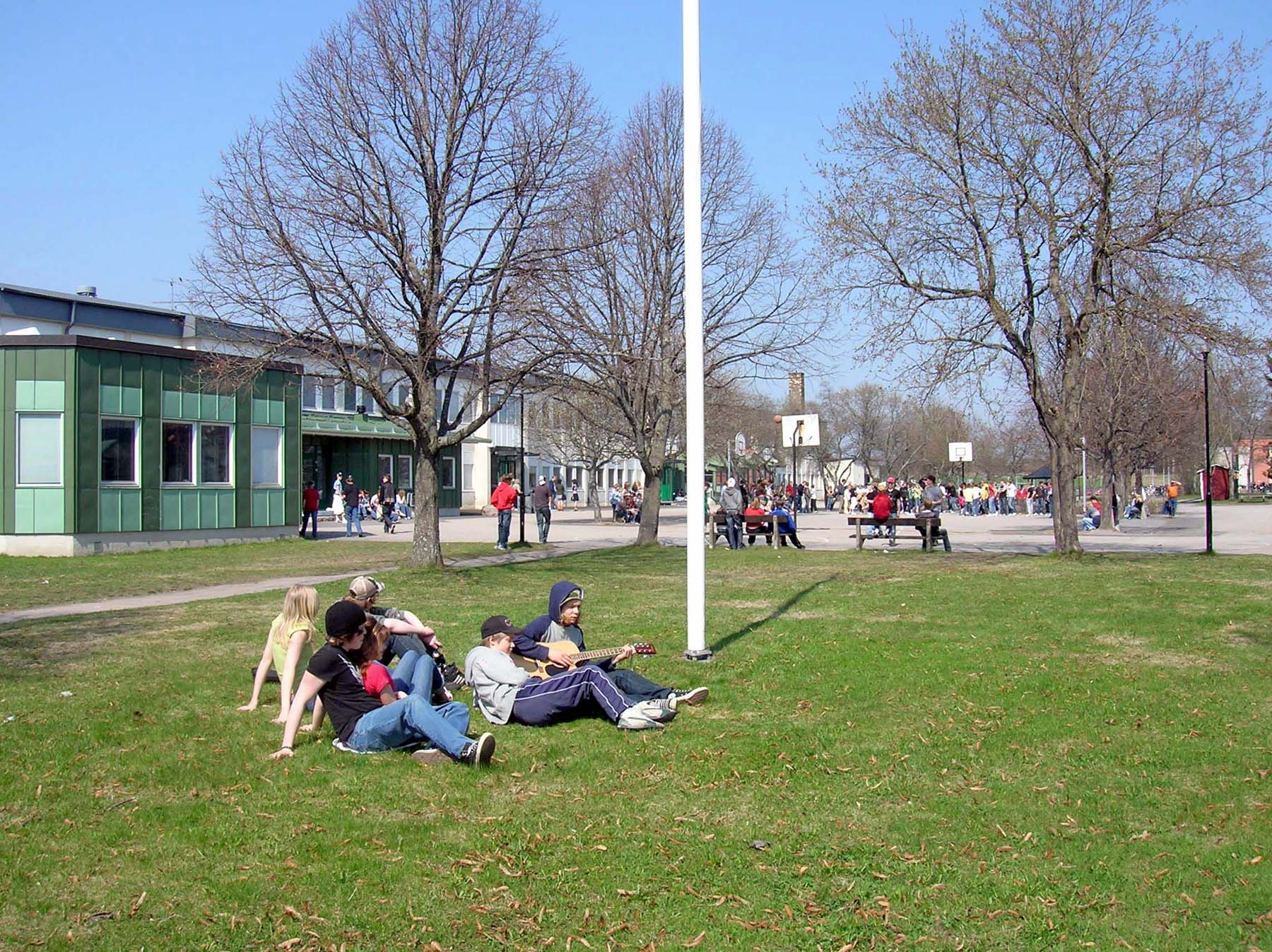
Skolrast på Stureskolans skolgård i Arboga.

Skolrast är en rast mellan lektionerna för skolelever.
På lägre stadier tillbringas rasterna ofta på skolgården. Eleverna får vanligtvis inte lämna skolområdet, men heller inte vara inomhus, annat än vid extrema väderförhållanden. Vanliga aktiviteter på rasterna i lägre stadier är lek och bollspel.
På högre stadier, vanligtvis kring tonåren och uppåt, har eleverna ofta större frihet.
Det kan då vara möjligt för eleverna att lämna skolområdet på skolrasten, förutsatt att de är tillbaka i tid till nästa lektion. Ofta är det även tillåtet att stanna inomhus, och i många skolor finns uppehållsrum.
Då rasten inleds, eller skoldagen avslutas, talar man om att skolklockorna ”ringer ut”, medan rasten avslutas, eller skoldagen inleds, med att skolklockorna ”ringer in”.
I Sverige är det rektorerna som beslutar hur långa rasterna och lunchen ska vara.

## Rastvakt
Problem på rasterna kan vara bråk och mobbning. Skolorna försöker förhindra detta genom att lärare eller annan skolanställd personal agerar så kallad rastvakt, eller rastvärd. På en del skolor förekommer även stödelever som hjälper till genom att prata med ensamma elever och tillkalla skolpersonal vid exempelvis bråk.

## Vanliga typer av skolrast

### Frukostrast/förmiddagsrast
Vanligtvis 15-20 minuter lång rast på tidiga förmiddagen.

### Lunchrast
Längre rast, vanligen minst 30 minuter, någon gång mellan förmiddagen och tidiga eftermiddagen. Lunchrasten inkluderar vanligen skollunch. I Sverige rekommenderar Livsmedelsverket att skollunchen serveras på fasta tider någon gång mellan 11 och 13, samt att minst 20 minuter avsätts för elever att sitta och förtära måltiden (servering och avdukning ej inräknat).

### 10-minutersrast
Kortare rast som förekommer på olika tider under skoldagen och ger möjlighet att sträcka på benen, ta lite frisk luft eller besöka toaletten innan nästa lektion börjar.

### Håltimme
I högre årskurser kallas en längre rast, som skulle kunna rymma en lektion, för ”håltimme”. Dessa håltimmar uppstår ofta när schemaläggaren inte lyckats kombinera elevernas schema med lärarnas utan att luckor uppstår. Ibland finns möjlighet för eleverna att gemensamt i efterhand förhandla bort håltimmarna och omorganisera schemat tillsammans med de lärare/mentorer som håller i närliggande lektioner.
Enligt kapitel 3 paragraf 4 i skolförordningen ska alla grundskolor, grundsärskolor, specialskolor och sameskolor i Sverige undvika håltimmar så långt som det är möjligt när de lägger sina scheman. Det är för att alla elever ska få så sammanhållna skoldagar som möjligt. Det gäller från och med den 1 juli 2018.